# Feklichevita
La feklichevita és un mineral de la classe dels silicats que pertany al grup de l'eudialita. Rep el nom en honor de Vladimir Georgievich Feklichev (Владимир Георгиевич Фекличев) (30 de juny de 1933 - 1999), petròleg, mineralogista i cristal·lògraf rus.

## Característiques
La feklichevita és un silicat de fórmula química Na₁₁Ca₉(Fe³⁺,Fe²⁺)₂Zr₃Nb[Si₂₅O₇₃](OH,H₂O,Cl,O)₅. Cristal·litza en el sistema trigonal. La seva duresa a l'escala de Mohs és 5,5.
Segons la classificació de Nickel-Strunz, la feklichevita pertany a «09.CO: Ciclosilicats amb enllaços de 9 [Si9O27]18-» juntament amb els següents minerals: al·luaivita, eudialita, ferrokentbrooksita, kentbrooksita, khomyakovita, manganokhomyakovita, oneil·lita, raslakita, carbokentbrooksita, zirsilita-(Ce), ikranita, taseqita, rastsvetaevita, golyshevita, labirintita, johnsenita-(Ce), mogovidita, georgbarsanovita, aqualita, dualita, andrianovita, voronkovita i manganoeudialita.

## Formació i jaciments
Va ser descoberta a la mina de flogopita de Kovdor, situada al massís de Kovdor, dins l'óblast de Múrmansk (Rússia). Es tracta de l'únic indret de tot el planeta on ha estat descrita aquesta espècie mineral.